# Годрушський потік
Годрушський потік (словац. Hodrušský potok) — річка в Словаччині; ліва притока Грону довжиною 13,5 км. Протікає в окрузі Жарновиця.
Витікає в масиві Штявницькі гори на висоті 780 метрів. Протікає територією села Годруша-Гамри і міста Жарновиця.
Впадає в Грон на висоті 211 метрів.